# Неравенство на триъгълника
В математиката, неравенство на триъгълника се нарича твърдението, че във всеки триъгълник, която и да е страна, е по-малка от сбора на другите две и по-голяма от тяхната разлика. Например:
a<c+b => a>|b-c|, a>|c-b|;
b<a+c => b>|a-c|, b>|c-a|;
c<a+b => c>|a-b|, c>|b-a|;
Изобщо a-b<c<a+b, където а≥b